# Назови ме по име
„Назови ме по име“ (на турски: Adını Sen Koy) е турски драматичен сериал, излязъл на телевизионния екран през 2016 г. Първият сезон се излъчва по националната телевизия TRT 1, но поради засиления интерес към дневния сериал той бива откупен от Star TV, където се излъчва вторият сезон и по-голямата част от третия. Поради напускането на главните герои от сериала в края на втория сезон – Хазал Субашъ и Еркан Мерич, интересът на зрителите силно намалява през третата година на излъчване. Така сериалът преминава в TV8, но отново не успява да задоволи изискванията на канала, където биват излъчени едва 7 епизода. Така сериалът бива свален от екран и приключва неочаквано с 397 епизод без еднозначен финал, въпреки че продуцентската компания е заснела и подготвила за излъчване още 8 епизода. Идеята е била сериалът да покаже своя завършен финал с общо 405 епизода. Според наличната информация сезон 4 е излъчен изцяло в Грузия.

## Излъчване
| Сезон | Сезон | Епизоди | Начало на сезона  | Край на сезона   | Всички епизоди  | ТВ сезон    | ТВ канал | Дата и час                 |
| ----- | ----- | ------- | ----------------- | ---------------- | --------------- | ----------- | -------- | -------------------------- |
|       | 1     | 180     | 19 септември 2016 | 26 май 2017      | 1 – 180         | 2016 – 2017 | TRT 1    | всеки делничен ден (17:00) |
|       | 2     | 185     | 25 септември 2017 | 8 юни 2018       | 181 – 365       | 2017 – 2018 | Star TV  | всеки делничен ден (17:00) |
|       | 3     | 25      | 17 септември 2018 | 19 октомври 2018 | 366 – 390       | 2018        | Star TV  | всеки делничен ден (17:00) |
|       | 4     | 7 (15)  | 5 ноември 2018    | 13 ноември 2018  | 391 – 397 (405) | 2018        | TV 8     | всеки делничен ден (17:00) |

## Излъчване в България
| Сезон | Сезон | Епизоди | Начало на сезона    | Край на сезона    | Всички епизоди | ТВ сезон       | ТВ канал     | Дата и час                 |
| ----- | ----- | ------- | ------------------- | ----------------- | -------------- | -------------- | ------------ | -------------------------- |
|       | 1     | 140     | 11 февруари 2019 г. | 23 август 2019 г. | 1 – 140        | 2019 г.        | Диема Фемили | всеки делничен ден (21:00) |
|       | 2     | 147     | 26 август 2019 г.   | 17 март 2020 г.   | 141 – 287      | 2019 – 2020 г. | Диема Фемили | всеки делничен ден (21:00) |
|       | 3     | 25      | 18 март 2020 г.     | 21 април 2020 г.  | 288 – 312      | 2020 г.        | Диема Фемили | всеки делничен ден (21:00) |

## Актьорски състав
- Еркан Мерич – Йомер Керванджълу
- Хазал Субашъ – Зехра Кая-Керванджълу
- Езги Баран – Алев
- Япрак Дурмаз – Айше
- Айкут Иидели – Нихат
- Нур Сачбюкер Отан – Севим Кая
- Ханде Джьомертлер – Сабах
- Али Яаджъ – Керем
- Али Чобан – Салим Кая
- Султан Елиф Таш – Ясемин Кая
- Халит Ерман Ерсой – Корай
- Неслихан Гюнайдън – Джеврие
- Гюл Арджан – Шукран
- Ниса София Аксонгур – Асия
- Мусаб Екиджи – Йенер Каплан
- Умут Аксой – Демир
- Фатма Каранфил – Мюзейен Кервънджълу
- Берна Ючкалелер – Лейля
- Атилла Пекде – Йокеш
- Деря Куртулуш Октар – Хедие
- Дженк Торун – Джунейт Керванджъоглу
- Дениз Дурмаз – Азизе
- Йозге Яъз – Зелиха
- Чаган Алп Йондер – Али/Емир Керванджъоглу
- Дюня Айдооду – Йълдъз
- Гьокберк Демирджи – Кълъч
- Тууче Ерсой – Жулиде
- Гюндже Мутлу – Джанан
- Йозге Акташ – Селин

## В България
В България сериалът започва излъчване на 11 февруари 2019 г. по Диема Фемили и завършва на 21 април 2020 г., като последният четвърти сезон не е излъчен. На 12 септември започва повторно излъчване и завършва на 13 март 2022 г. Ролите се озвучават от Йорданка Илова, Ася Братанова, Лина Златева (в първи сезон), Силвия Русинова (във втори и трети сезон), Стефан Сърчаджиев-Съра, Владимир Колев и Димитър Иванчев.